# Lista de episódios de Patrine
- Aqui se encontra uma lista dos episódios de Patrine exibidos no Brasil pela extinta Rede Manchete. A emissora brasileira exibiu até o episódio número 50, faltando os dois últimos do seriado.
- Versão Brasileira: Windstar

## Episódios
- 01 – A Enviada Por Deus
- 02 – A Super Policial Feminina
- 03 – A Misteriosa Escola Particular
- 04 – O Espírito de Napoleão
- 05 – Dr. Bill, O Criminoso
- 06 – O Estranho Barbeiro
- 07 – Não Sou Ídolo
- 08 – Trama de Um Parlamentar
- 09 – A Super Voz
- 10 – A Faixa Milagrosa
- 11 – A Fábrica Clandestina de Fiação
- 12 – O Filho do Presidente
- 13 – A Indústria de Dinheiro Falso
- 14 – O Apito Misterioso
- 15 – A Volta do Dr. Jonny
- 16 – O Protetor
- 17 – O Desaparecimento da Flâmula de Carpa
- 18 – O Fugitivo
- 19 – A Nova Arma
- 20 – A Caixa de Música
- 21 – A Super Energia
- 22 – O Príncipe de Aparela
- 23 – Por Um Dia de Investigação
- 24 – A Casa de Pensamentos
- 25 – Ataque aos Restaurantes
- 26 – Devolva A Minha Energia
- 27 – O Defumador Espanta-Fantasma
- 28 – A Namorada do Guerreiro
- 29 – A Trama Diabólica (1ª Parte)
- 30 – A Trama Diabólica (2ª Parte)
- 31 – O Concurso de Racha Melancia
- 32 – O Estudante Assaltante
- 33 – Flashback
- 34 – O Sanduíche Respeitado
- 35 – O Tesouro do Princesa
- 36 – A Misteriosa Motoqueira
- 37 – O Crime de Um Infeliz
- 38 – A Arma Poderosa
- 39 – Operação Prisão
- 40 – A Benzedura
- 41 – Os Dentes Cariados
- 42 – O Extraterrestre Elegante
- 43 – O Guerreiro Amado
- 44 – O Manhoso
- 45 – A Educação
- 46 – A Mentira
- 47 – O Tesouro
- 48 – A Namoradinha
- 49 – O Circulo Misterioso
- 50 – Tragédia No Dia de Natal
- 51 – Feliz Ano Novo (1ª Parte)
- 52 – Feliz Ano Novo (2ª Parte)